# Catedral de la Trinitat de Sant Petersburg
La catedral de la Trinitat de Sant Petersburg (en rus Троицкий собор, Troitski sobor), també anomenada catedral Troitski, és una obra d'estil Imperi construïda entre 1828 i 1835 per Vassili Stàssov al centre històric de Sant Petersburg (Rússia). Està consagrada a la Santíssima Trinitat per l'Església ortodoxa russa.
La catedral, que té capacitat per a 3.000 persones, es va començar a restaurar recentment per recuperar l'esplendor prerevolucionari després d'anys de negligència. Forma part del conjunt històric de Sant Petersburg declarat Patrimoni de la Humanitat el 1990.
El 25 d'agost de 2006, durant unes obres de restauració, s'hi va produir un incendi que en va ensorrar dues de les cinc cúpules, incloent-hi la cúpula central, i que va causar danys a l'estructura. El 2010 es va completar la reconstrucció.

## Història

### Primers anys
Segons la tradició russa, cada regiment de la guàrdia imperial tenia la seva pròpia catedral. La catedral de la Trinitat era la corresponent al regiment Izmàilovski, un dels més antics de l'exèrcit rus.
El 12 de juliol de 1733 es va consagrar una església de campanya en servei durant l'estiu, però a l'hivern els soldats i oficials havien d'assistir a altres esglésies parroquials. Entre 1754 i 1756 es va construir una església de fusta per ordre de l'emperadriu Elisabet. L'altar principal va ser consagrat a la Santíssima Trinitat. Una inundació el 1824 hi va causar grans danys i l'emperador Nicolau I va encarregar-ne la reconstrucció a Vassili Stàssov.

### Construcció de l'església actual

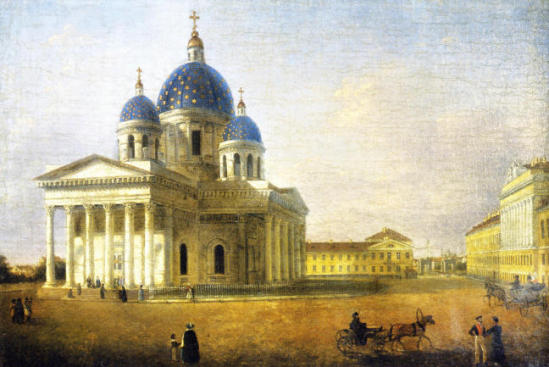
Imatge del 1835

La construcció de la nova església va començar el maig de 1828 i la catedral es va consagrar el maig de 1835. La catedral té una alçada de més de 80 metres i domina la silueta urbana de la zona. En els seus murs s'hi van posar plaques en memòria dels oficials del regiment morts en batalla, així com banderes i trofeus de guerra aconseguits pel regiment durant les campanyes de 1854-1855 i 1877-1878. La catedral de la Trinitat era famosa per la seva col·lecció d'icones.
El 1867, Fiódor Dostoievski hi va celebrar les seves noces amb Anna Grigórievna Snítkina.
Per commemorar la victòria en la Guerra russoturca (1877-1878), es va construir un monument en forma de columna davant de la façana nord de la catedral, el 1886.

### Postrevolució
El 1922, la majoria dels objectes de valor de la catedral van ser saquejats, i el robatori va continuar durant alguns anys fins que la catedral es va tancar definitivament el 1938. Hi va haver rumors de plans per demolir la catedral i utilitzar-la per construir un teatre per als treballadors del districte. Això no obstant, la catedral va ser transferida al Ministeri Soviètic de Telecomunicacions i va esdevenir un magatzem. El 1990 es va retornar la catedral a l'Església ortodoxa russa. L'interior es trobava en gran part al descobert i se'n va iniciar la restauració.

### Incendi del 2006

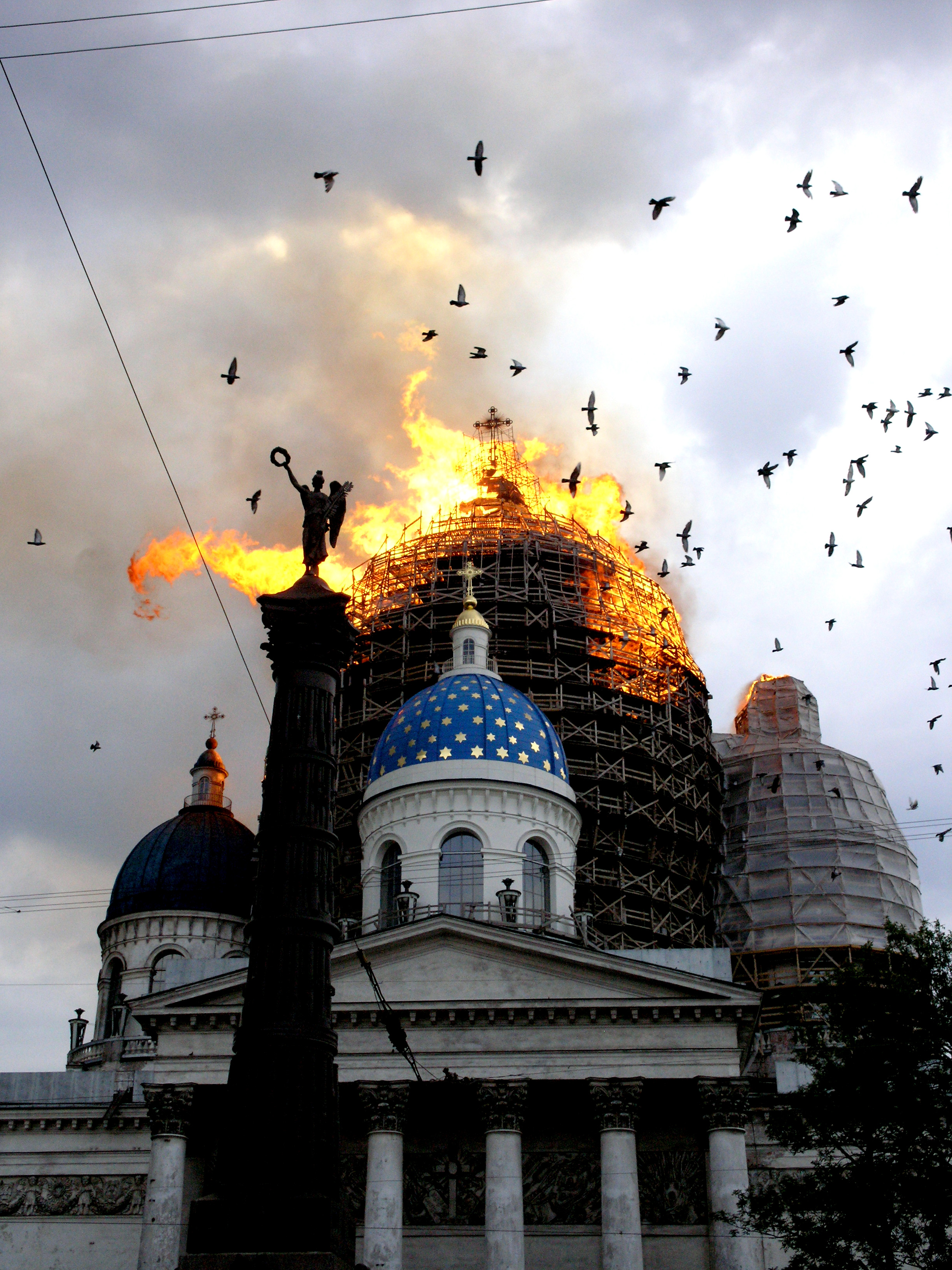
La catedral en flames

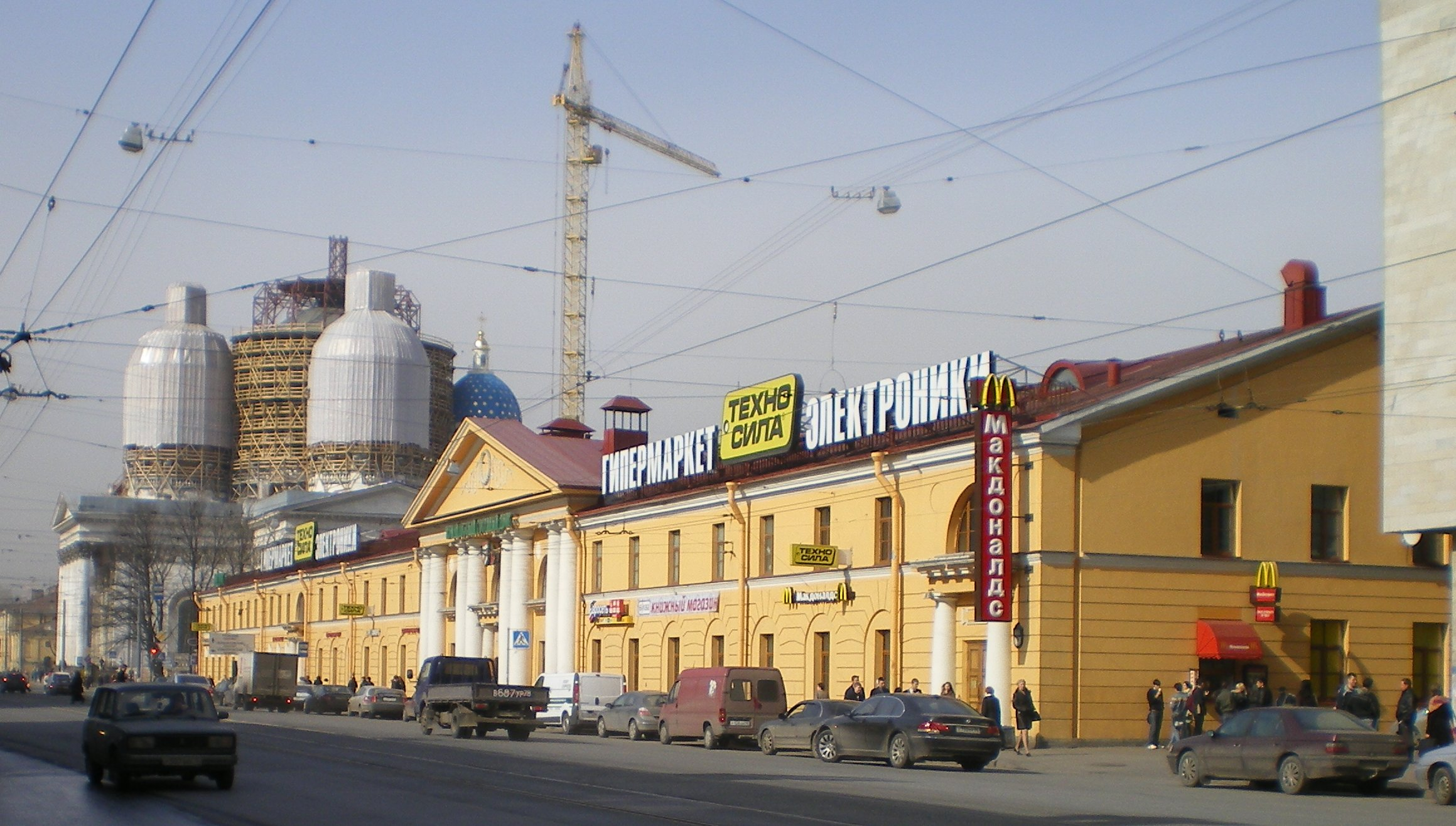
Treballs de restauració

El 25 d'agost de 2006, es va produir un incendi a les bastides de les obres de restauració que va produir l'ensorrament de la cúpula principal i una de les quatre cúpules menors.
Els bombers van lluitar per salvar les altres tres cúpules, mentre treballadors d'emergència treien icones i altres articles religiosos. Un helicòpter descarregava aigua sobre l'estructura històrica. Després d'unes quatre hores, una de les tres cúpules restants havia patit danys però el foc estava controlat.
El governador es va comprometre a restaurar els danys en un any i mig, destinant una inversió de 30 milions de rubles (713.000 euros) per reconstruir la catedral. Després de completar les obres, la catedral es va tornar a obrir el 2010.